# Dick de Boer (voetbaltrainer)
Dick de Boer (Volendam, 28 december 1948) is een Nederlands voormalig voetballer en huidig voetbaltrainer.
De Boer speelde als verdediger tussen 1970 en 1984 voor FC Volendam. Hij had zich van het vierde elftal naar het eerste elftal opgewerkt. Naast het voetbal werkte hij als onderwijzer op basisschool De Blokwhere in Volendam. Hierna werd hij trainer, eerst in het amateurvoetbal en later ook in diverse functies bij de profs.
De Boer is gehuwd en heeft een zoon en een dochter. Zijn dochter is gehuwd met oud-doelman Edwin Zoetebier.

## Loopbaan als trainer
- 1985-1989: SV Always Forward (Hoorn)
- 1989-1996: AFC '34
- 1996-1997 : FC Volendam (assistent-coach en ad interim in 1996)
- 1997-1998: FC Volendam
- 1999/2003 : FC Utrecht (Hoofd jeugdopleidingen)
- 06/2003-12/2004: SC Cambuur
- 2004 : Zimbabwe (assistent-coach)
- 2005-2006: AFC'34
- 2006-2008: SBV Vitesse (assistent-coach)
- 2008: Hellas Sport (ad interim)
- 2008-2009; SV Spakenburg
- 2009-2010: Hellas Sport (technisch directeur)
- 06/2010-2011: FC Saint Eloi Lupopo (Congo-Kinshasa)
- 03/2011-10/2012: Almere City FC
- 10/2012-2013: Almere City FC technisch manager
- 2014-2016: SV Always Forward
- 2017-heden: RKAV Volendam (hoofd. jeugd)
- 10/2018: RKAV Volendam (a.i.)